# Johnny Ekström
Johnny Ekström (født 5. marts 1965 i Kallebäck, Sverige) er en tidligere svensk fodboldspiller, der spillede som angriber hos adskillige europæiske klubber, samt for Sveriges landshold. Af hans klubber kan blandt andet nævnes IFK Göteborg i hjemlandet, Bayern München og Eintracht Frankfurt i Tyskland, samt spanske Real Betis.

## Landshold
Ekström spillede over en periode på ti år, mellem 1986 og 1995, 47 kampe for Sveriges landshold, hvori han scorede 13 mål. Han deltog ved VM i 1990, samt ved EM i 1992 på hjemmebane, hvor svenskerne nåede semifinalerne.